# WWE Breaking Point
Breaking Point va ser un esdeveniment anual de pagament per visió (PPV) produït per l'empresa de lluita lliure professional World Wrestling Entertainment (WWE). Va tenir lloc el 13 de setembre de 2009 al Bell Centre de Montreal, Quebec. El tema oficial del show va ser Still Unbroken de Lynyrd Skynyrd.
En el event van participar lluitadors de Raw, SmackDown i ECW.
El show va ser incorporat a la programació de PPVs de la WWE l'any 2009, reemplaçant a WWE Unforgiven, però va ser retirat de la programació l'any 2010. Cal destacar que les lluites més importants en aquest espectacle havien de ser guanyades mitjançant algun tipus de rendició.

## Resultats
|                                                           | Combats                                                                          | Estipulacions                                              | Notes |
| --------------------------------------------------------- | -------------------------------------------------------------------------------- | ---------------------------------------------------------- | --- |
| Dark Match                                                | Evan Bourne derrotà a Chavo Guerrero                                             | Single Match                                               | Durant la lluita Hornswoggle va distraure a Chavo |
| 1                                                         | The Big Show & Chris Jericho (c) derrotaren a MVP & Mark Henry                   | Tag Team Match pel Campionat Unficat en Parelles de la WWE | |
| 2                                                         | Kofi Kingston (c) derrotà a The Miz                                              | Single Match pel WWE United States Championship            | |
| 3                                                         | Cody Rhodes & Ted Dibiase derrotaren a D-Generation X (Triple H & Shawn Michaels | Submission Count Anywhere Match                            | Rhodes i Dibiase aplicaren alhora dos claus de submissió a Michaels |
| 4                                                         | Kane derrotà a The Great Khali                                                   | Singapore Cane Match                                       | |
| 5                                                         | Christian (c) derrotà a William Regal                                            | Single Match pel ECW Championship                          | Si Vladimir Kozlov o Ezekiel Jackson intervenien Regal perdria la lluita automàticament |
| 6                                                         | John Cena derrotà a Randy Orton (c)                                              | I Quit Match pel WWE Championship                          | Si qualsevol persona intervenia per ajudar a Cena o a Orton el beneficiat perdria la lluita |
| 7                                                         | CM Punk (c) derrotà a The Undertaker                                             | Submission Match pel World Heavyweight Championship        | L'arbitre va donar la victoria a Punk quan aquest aplicà un Anaconda Vice a Undertaker, però aquest últim no es va rendir. Originalment Undertaker va guanyar amb un Hell's Gate, però Theodore Long va reprendre la lluita ja que aquesta clau de rendició estava prohibida. Aquesta situació emula la Traïció de Montreal. |
| (c) – Referent als campions abans de l'inici dels combats |                                                                                  |                                                            | |